# علا عبدالغنی
علا عبدالغنی (عربی: علاء عبد الغني؛ زادهٔ ۲۶ ژانویهٔ ۱۹۷۹) یک ورزشکار اهل مصر است.
از باشگاه‌هایی که در آن بازی کرده‌است می‌توان به باشگاه ورزشی زمالک و تیم ملی فوتبال مصر اشاره کرد.
وی همچنین در تیم ملی فوتبال مصر بازی کرده است.